# أيام التشريق
أيام التشريق هي الأيام الثلاثة بعد يوم النحر، وهي أيام الحادي عشر والثاني عشر والثالث عشر من شهر ذي الحجة. وهي أيام أكل وشرب وذكر لله، وبغروب شمس اليوم الثالث عشر ينتهي عيد الأضحى والحج وذبح الأضحية.

## التسمية
سميت بأيام التشريق لأن الناس كانوا يشرّقون فيها اللحم.
| أيام التشريق | التشريق مصدر شرَّق اللحم أي قددَّه. ومنهُ أيام التشريق وهي ثلاثة أيامٍ بعد يوم النحر لأن لحوم الأضاحِي تُشرَّق أي تُشرَّر في الشّمس. ويقال سُمِّيَت بذلك لقولهم أَشرِق يا ثبير (وهو جبلٌ) كيما نندفع في السير. وقال ابن الأعرابيّ سُمِّيَت بذلك لأن الهَدْي لا يُذْبح حتى تشرق الشّمس. | أيام التشريق |

## من أعمالها
- المبيت في منى.
- رمي الجمرات الثلاث بعد الزوال.
- يجوز التعجل في اليوم الثاني عشر فينفر من منى إلى مكة قبل الغروب ثم يطوف طواف الوداع.

## فضل أيام التشريق
أيام التشريق أيام ذكر الله تعالى وشكره وإن كان الحق أن يذكر الله ويشكر في كل وقت وحين، لكن يتأكد في هذه الأيام المباركة. روى نبيشة الهذلي أن النبي ﷺ قال: «أيام التشريق أيام أكل وشرب وذكر الله». أخرجه مسلم وفي رواية الإمام أحمد (من كان صائماً فليفطر فإنها أيام أكل وشرب) صحيح مسلم.
وهي الأيام المعدودات التي قال الله عز وجل فيها (وَاذْكُرُوا اللَّهَ فِي أَيَّامٍ مَعْدُودَاتٍ) (البقرة: من الآية 203) وجاء في حديث عبد الله بن قرط أن النبي ﷺ قال: (أعظم الأيام عند الله يوم النحر ثم يوم القر) أخرجه الإمام أحمد.
ولما كانت هذه الأيام هي آخر أيام موسم فاضل، فالحُجّاج فيها يكملون حجهم، وغير الحجاج يختمونها بالتقرب إلى الله بالأضاحي بعد عمل صالح في أيام العشر، استحب أن يختم هذا الموسم بذكر الله للحجاج وغيرهم.
وعقب الحج أمر بذلك فقال تعالى: (فَإِذَا قَضَيْتُمْ مَنَاسِكَكُمْ فَاذْكُرُوا اللَّهَ كَذِكْرِكُمْ آبَاءَكُمْ أَوْ أَشَدَّ ذِكْراً) (البقرة: من الآية 200)

## الذكر المتأكد في أيام التشريق
يتأكد في هذه الأيام المباركة التكبير المقيد بأدبار الصلوات المكتوبات، والتكبير المطلق في كل وقت إلى غروب شمس اليوم الثالث عشر للحجاج وغيرهم.
وقد كان عُمر يكبر في قبته بمنى فيسمعه أهل المسجد فيكبرون، ويكبر أهل الأسواق حتى ترتج منى تكبيراً.
وكان ابن عمر يكبر بمنى تلك الأيام، وخلف الصلوات، وعلى فراشه، وفي فسطاطه ومجلسه وممشاه تلك الأيام جميعاً. وكانت ميمونة تكبر يوم النحر وكانت النساء يكبرن خلف أبان بن عفان وعمر بن عبد العزيز ليالي التشريق مع الرجال في المساجد صحيح البخاري بل بلغ من أهمية التكبير المقيد بأدبار الصلوات أن العلماء قالوا: يقضيه إذا نسيه، فإذا نسي أن يكبر عقب الصلاة فإنه يكبر إذا ذكر ولو أحدث أو خرج من المسجد ما لم يطل الفصل بين الصلاة والتكبير.
وهكذا التكبير المطلق مشروع أيضاً في السوق وفي البيت وفي المسجد وفي الطريق تعظيماً لله تعالى وإجلالاً له، وإظهاراً لشعائره.

## الاستعانة بالنعمة على الطاعة
قال الحافظ بن رجب: (وفي قول النبي ﷺ (إنها أيام أكل وشرب وذكر لله عز وجل) إشارة إلى أن الأكل في أيام الأعياد والشرب إنما يستعان به على ذكر الله وطاعته، وذلك من تمام شكر النعمة أن يستعان بها على الطاعات، وقد أمر الله في كتابه بالأكل من الطيبات والشكر له، فمن استعان بنعم الله على معاصيه فقد كفر نعمة الله وبدلها كفراً وهو جدير أن يسلبها كما قيل:
وخصوصاً نعمة الأكل من لحوم بهيمة الأنعام، كما في أيام التشريق، فإن هذه البهائم مطيعة لله لا تعصيه، وهي مسبحة لله قانتة كما قال تعالى: (وَإِنْ مِنْ شَيْءٍ إلا يُسَبِّحُ بِحَمْدِهِ) (الإسراء: من الآية 44)